# Imre Sátori
Imre Sátori (Budapest, 7 marzo 1937 – Budapest, 30 novembre 2010) è stato un calciatore ungherese, di ruolo attaccante.

## Calciatore

### Club
Sátori dopo aver giocato nel Budafok, nel 1958 passa al Csepel, società militante nella massima serie ungherese.
Nella stagione d'esordio con il Csepel, Sátori vince il stagione 1958-1959. Con il suo club partecipa alla Coppa dei Campioni 1959-1960, venendo eliminato con i suoi al primo turno dai turchi del Fenerbahçe.
Nel 1961 viene ingaggiato dal Tatabánya, con cui ottiene il quarto posto nel campionato 1961-1962 mentre l'anno seguente l'ottavo. Con il suo club raggiunge la semifinale della Coppa Piano Karl Rappan 1962-1963, persa con i futuri campioni del Slovan CHZJD Bratislava.
Nel 1963 torna al Csepel, con cui gioca nella massima serie magiara dal 1964 al 1967.
Nella stagione 1968 passa ai neo-promossi del Egyetértés, ottenendo il nono posto finale. L'anno seguente Sátori con il suo club retrocede in cadetteria.

### Nazionale
Sátori nel 1960 partecipa con la nazionale olimpica al torneo olimpico di calcio di Roma, ottenendo il terzo posto finale, battendo i padroni di casa dell'Italia.

#### Cronologia presenze e reti nella Nazionale Olimpica
| Cronologia completa delle presenze e delle reti in nazionale ― Ungheria Olimpica | Cronologia completa delle presenze e delle reti in nazionale ― Ungheria Olimpica | Cronologia completa delle presenze e delle reti in nazionale ― Ungheria Olimpica | Cronologia completa delle presenze e delle reti in nazionale ― Ungheria Olimpica | Cronologia completa delle presenze e delle reti in nazionale ― Ungheria Olimpica | Cronologia completa delle presenze e delle reti in nazionale ― Ungheria Olimpica | Cronologia completa delle presenze e delle reti in nazionale ― Ungheria Olimpica | Cronologia completa delle presenze e delle reti in nazionale ― Ungheria Olimpica |
| Data                                                                             | Città                                                                            | In casa                                                                          | Risultato                                                                        | Ospiti                                                                           | Competizione                                                                     | Reti                                                                             | Note                                                                             |
| -------------------------------------------------------------------------------- | -------------------------------------------------------------------------------- | -------------------------------------------------------------------------------- | -------------------------------------------------------------------------------- | -------------------------------------------------------------------------------- | -------------------------------------------------------------------------------- | -------------------------------------------------------------------------------- | -------------------------------------------------------------------------------- |
| 26-8-1960                                                                        | L'Aquila                                                                         | Ungheria olimpica                                                                | 2 – 1                                                                            | India olimpica                                                                   | Olimpiadi 1960                                                                   | -                                                                                |                                                                                  |
| 9-9-1960                                                                         | Roma                                                                             | Italia olimpica                                                                  | 1 – 2                                                                            | Ungheria olimpica                                                                | Olimpiadi 1960                                                                   | -                                                                                |                                                                                  |
| Totale                                                                           |                                                                                  | Presenze                                                                         | 2                                                                                |                                                                                  | Reti                                                                             | 0                                                                                |                                                                                  |

## Palmarès

### Club
- Campionato ungherese: 1

Csepel: 1958-1959

### Nazionale
- Bronzo olimpico: 1

Roma 1960